# Producte del mar

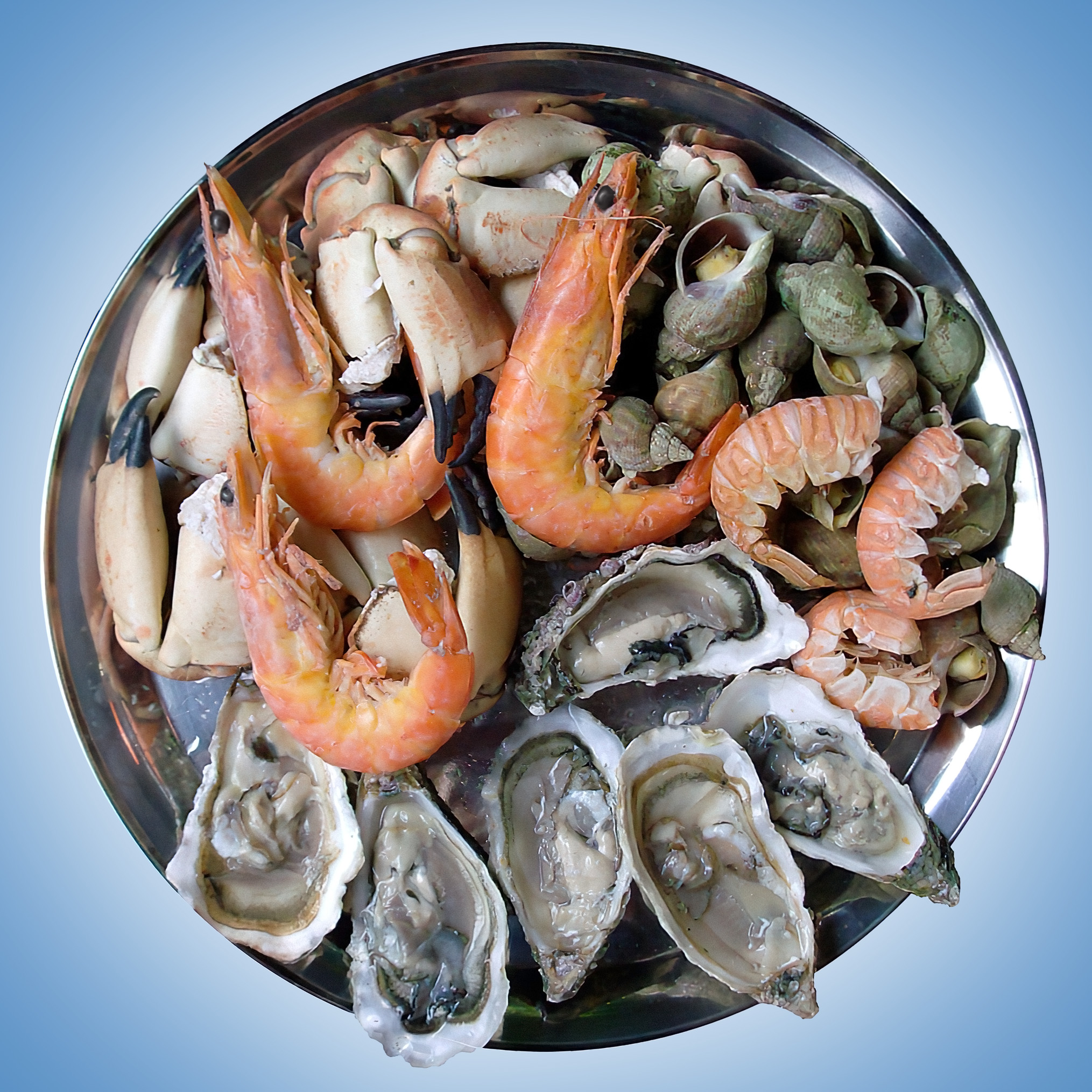
Producte del mar és qualsevol forma d'aliment que es prengui del mar.

Producte del mar és qualsevol forma de vida marina considerada com a aliment pels éssers humans, incloent de manera destacada el peix i el marisc. Es pot considerar els peixos i mariscs com l'aliment més important de la humanitat després dels cereals, i proporcionen al voltant del 15% de la ingesta de proteïnes de la població mundial.

## Beneficis per a la salut
Hi ha un ampli consens científic que l'àcid docosahexaenoic (DHA) i l'àcid eicosapentaenoic (EPA) que es troben en el marisc són beneficiosos per al neurodesenvolupament i la cognició, especialment en edats joves. L'Organització per a l'Agricultura i l'Alimentació de les Nacions Unides ha descrit el peix com «el superaliment de la natura".» El consum de marisc s'associa amb un desenvolupament neurològic millorat durant l'embaràs i els primers any d'infantesa i més tènuement relacionat amb la reducció de la mortalitat per malaltia coronaria.
El consum de peix s'ha associat amb una disminució del risc de demència, càncer de pulmó i ictus. Una supervisió de revisions del 2020 va concloure que el consum de peix redueix la mortalitat per totes les causes, el càncer, les malalties cardiovasculars, l'ictus i altres conseqüències. La revisió va suggerir que de dues a quatre porcions per setmana són segures en general.
No obstant això, altres dues revisions recents no han trobat cap associació estadísticament significativa entre el consum de peix i els riscos de càncer i han advertit els investigadors a l'hora d'interpretar les associacions informades entre el consum de peix i els riscos de càncer perquè la qualitat de l'evidència és molt baixa.
Les parts del peix que contenen greixos i micronutrients essencials, sovint citades com a beneficis primaris per a la salut per menjar marisc, es descarten amb freqüència al món desenvolupat. Els micronutrients, com ara calci, potassi, seleni, zinc i iode, es troben en les seves concentracions més altes al cap, intestins, ossos i escates.

## Riscos per a la salut

Els compostos orgànics i inorgànics com el metilmercuri, els microplàstics i els bifenils policloratss (PCB) poden bioacumular-se a nivells perillosos en depredadors àpex com el peix espasa i el marlí.

Hi ha nombrosos factors a tenir en compte a l'hora d'avaluar els perills per a la salut del marisc. Aquestes preocupacions inclouen toxines marines, microbis, toxiinfecció alimentària, contaminació per radionúclids i contaminants artificials. El marisc es troba entre els al·lèrgens alimentaris més importants. La majoria d'aquests perills es poden mitigar o evitar amb un coneixement precís de quan i on es captura el marisc. Tanmateix, els consumidors tenen un accés limitat a la informació rellevant i accionable en aquest sentit i els problemes sistèmics de la indústria pesquera amb l'etiquetatge erroni fan que les decisions sobre què és segur siguin encara més difícils.
La intoxicació per ciguatera és una malaltia resultant del consum de toxines produïdes per dinoflagel·lats que s'acumulen al fetge, els ous, el cap i els intestins dels peixos de corall. És la malaltia més comuna associada al consum de marisc i suposa el major risc per als consumidors. La població de plàncton que produeix aquestes toxines varia significativament amb el temps i la ubicació, com es pot veure a marees vermelles. L'avaluació del risc de ciguatera en un peix determinat requereix un coneixement específic del seu origen i història vital, informació que sovint és inexacta o no està disponible. Tot i que la ciguatera està relativament estesa en comparació amb altres perills per a la salut relacionats amb el marisc (fins a 50.000 persones pateixen de ciguatera cada any), la mortalitat és molt baixa.
Els peixos i els mariscs tenen una tendència natural a concentrar toxines i contaminants inorgànics i orgànics al seu cos, inclòs el metilmercuri, un compost orgànic altament tòxic de mercuri, bifenils policlorats (PCB) i microplàstics. Les espècies de peixos que es troben a la part alta de la cadena alimentària, com ara el tauró, el peix espasa, el verat real, la tonyina blanca i els malacàntids contenen concentracions més elevades d'aquests bioacumulats. Això es deu al fet que els bioacumulats s'emmagatzemen als teixits musculars dels peixos i, quan un peix depredador menja un altre peix, assumeix tota la càrrega corporal de bioacumulació en el peix consumit. Així, les espècies que es troben a la part alta de la cadena alimentària acumulen càrregues corporals de bioacumulades que poden ser deu vegades més grans que les espècies que consumeixen. Aquest procés s'anomena biomagnificació.
Els desastres provocats per l'home poden causar perills localitzats en els mariscs que es poden estendre àmpliament a través de les cadenes alimentàries dels peixos. La primera intoxicació per mercuri generalitzada en humans es va produir d'aquesta manera a la dècada de 1950 a Minamata, al Japó. Les aigües residuals d'una fàbrica química propera van alliberar metilmercuri que s'acumulava en els peixos consumits pels humans. L'enverinament greu per mercuri ara es coneix com a malaltia de Minamata.
Un estudi àmpliament citat a JAMA que sintetitzava informes governamentals i MEDLINE, i metaanàlisis per avaluar els riscos del metilmercuri, les dioxines i els bifenils policlorats per a la salut cardiovascular i els vincles entre el consum de peix i els resultats neurològics van concloure que:
| « | (anglès) "The benefits of modest fish consumption (1-2 servings/wk) outweigh the risks among adults and, excepting a few selected fish species, among women of childbearing age. Avoidance of modest fish consumption due to confusion regarding risks and benefits could result in thousands of excess CHD [congenital heart disease] deaths annually and suboptimal neurodevelopment in children." | (català) Els beneficis d'un consum modest de peix (1-2 racions/setmana) superen els riscos entre els adults i, excepte algunes espècies de peixos seleccionades, entre les dones en edat fèrtil. Evitar el consum modest de peix a causa de la confusió sobre els riscos i els beneficis podria provocar milers de morts anuals per CHD [malaltia cardíaca congènita] i un desenvolupament neurològic subòptim en els nens. | » |

## Sostenibilitat
La investigació sobre les tendències de la població de diverses espècies de marisc apunta a un col·lapse global d'espècies de marisc l'any 2048. Aquest col·lapse es produiria a causa de la contaminació i la sobrepesca, amenaçant els ecosistemes oceànics, segons alguns investigadors.
Un estudi científic internacional important publicat el novembre de 2006 a la revista Science va trobar que aproximadament un terç de totes les poblacions de pesca a tot el món s'han enfonsat (s'ha definit un col·lapse com una disminució a menys superior al 10% de la seva abundància màxima observada), i que si les tendències actuals continuaven, totes les poblacions de peixos del món col·lapsarien en cinquanta anys. El juliol de 2009, Boris Worm de Dalhousie University, l'autor de l'estudi de novembre de 2006 a Science, va ser coautor d'una actualització sobre l'estat de la pesca del món amb un dels crítics de l'estudi original, Ray Hilborn de la Universitat de Washington a Seattle. El nou estudi va trobar que mitjançant bones tècniques de gestió de la pesca, fins i tot les poblacions de peixos esgotades es poden reviure i tornar a ser comercialment viables. Una anàlisi publicada l'agost de 2020 indica que els productes del mar podrien augmentar teòricament de manera sostenible entre un 36 i un 74% l'any 2050 en comparació amb els rendiments actuals i que si es realitzen o no aquests potencials de producció sostenibles depèn d'una sèrie de factors «com ara les reformes polítiques, la innovació tecnològica i l'abast dels futurs canvis en la demanda».